# Aeletes kauaiensis
Aeletes kauaiensis är en skalbaggsart som först beskrevs av Scott in Sharp och Scott 1908.  Aeletes kauaiensis ingår i släktet Aeletes och familjen stumpbaggar. Inga underarter finns listade i Catalogue of Life.